# Йонуц Молдован
Йонуц Молдован (нар. 17 січня 1978) — колишній румунський тенісист.
Найвищу одиночну позицію світового рейтингу — 111 місце досяг 11 серпня 1997 року.

## Титули на челленджерах

### Одиночний розряд: (2)
| Ранг | Рік  | Турнір                  | Покриття | Суперник          | Рахунок       |
| ---- | ---- | ----------------------- | -------- | ----------------- | ------------- |
| 1.   | 1997 | Брашов, Румунія         | Ґрунт    | Діну Пескаріу     | 6–2, 6–4      |
| 2.   | 1997 | Схевенінген, Нідерланди | Ґрунт    | Сальвадор Наварро | 3–6, 7–5, 6–2 |

### Парний розряд: (7)
| Ранг | Рік  | Турнір                          | Покриття | Партнер        | Суперники                                 | Рахунок       |
| ---- | ---- | ------------------------------- | -------- | -------------- | ----------------------------------------- | ------------- |
| 1.   | 2000 | Зюльт, Німеччина                | Ґрунт    | Юрій Щукін     | Ешлі Фішер Гарет Вільямс                  | 6–4, 6–2      |
| 2.   | 2000 | Фройденштадт, Німеччина         | Ґрунт    | Юрій Щукін     | Юліан Ноул Жан-Клод Шеррер                | 3–6, 6–3, 6–4 |
| 3.   | 2000 | Брашов, Румунія                 | Ґрунт    | Юрій Щукін     | Дік Норман Вольфганг Шранц                | 6–4, 6–1      |
| 4.   | 2000 | Танжер, Марокко                 | Ґрунт    | Юрій Щукін     | Крістіан Кордас Крістіану Теста           | 6–4, 2–6, 6–2 |
| 5.   | 2003 | Баня-Лука, Боснія і Герцеговина | Ґрунт    | Юрій Щукін     | Никола Чирич Ґоран Тошич                  | 6–2, 7–5      |
| 6.   | 2005 | Тімішоара, Румунія              | Ґрунт    | Габр'єл Морару | Ілія Кушев Радослав Лукаєв                | 6–2, 6–0      |
| 7.   | 2005 | Брашов, Румунія                 | Ґрунт    | Габр'єл Морару | Мелвін оп дер Гейде Денніс ван Схеппінген | 6–1, 6–4      |